# Congiopòdids
Els congiopòdids (Congiopodidae) són la família de peixos marins inclosa en l'ordre Scorpaeniformes, distribuïts per tot l'hemisferi sud.

## Gèneres i espècies
Existeixen 9 espècies agrupades en 4 gèneres: 
- Gènere Alertichthys (Moreland, 1960)
  - Alertichthys blacki (Moreland, 1960)
- Gènere Congiopodus (Perry, 1811)
  - Congiopodus coriaceus (Paulin i Moreland, 1979)
  - Congiopodus kieneri (Sauvage, 1878)
  - Congiopodus leucopaecilus (Richardson, 1846)
  - Congiopodus peruvianus (Cuvier, 1829)
  - Congiopodus spinifer (Smith, 1839)
  - Congiopodus torvus (Gronow, 1772)
- Gènere Perryena (Whitley, 1940)
  - Perryena leucometopon (Waite, 1922)
- Gènere Zanclorhynchus (Günther, 1880)
  - Zanclorhynchus spinifer (Günther, 1880)